# Келлі Макдональд
Келлі Макдональд (англ. Kelly Macdonald; нар. 23 лютого 1976, Глазго, Велика Британія) — шотландська акторка кіно, телебачення та озвучення. Відоміша ролями в стрічках «На голці», «Моя жахлива няня», «Гаррі Поттер і Смертельні реліквії: Частина 2», «Відважна». Лауреатка премії «Еммі», номінантка «Золотого глобуса», BAFTA та «Еммі».

## Кар'єра
Акторську кар'єру почала фільмом «На голці». Працюючи барменкою в Глазго, Макдональд побачила рекламну листівку про початок прослуховувань для зйомок у фільмі. Їх вона пройшла успішно та втілила Діану в парі з Юеном Мак-Грегором. Згодом виконала ролі в стрічках як «Будинок на дві сім'ї», «Чарівна країна», «Госфорд-парк» та «Розрив».
На телебаченні найвизначніші ролі виконала у двох драмах BBC — «Велика гра» (2003) та «Дівчина у кав'ярні» (2005) Девіда Єйтса. За «Дівчину в кав'ярні» номінована на «Золотий глобус» за найкращу жіночу роль мінісеріалу або телефільму та виграла премію «Еммі» за найкращу жіночу роль другого плану в мінісеріалі або фільмі.
2005 року зіграла покоївку Еванджеліну у фільмі «Моя жахлива няня», а згодом виконала кілька ролей другого плану в стрічках «Трістрам Шенді: історія півника і бичка» та «Старим тут не місце». За останню роботу номінувалась на премію BAFTA за найкращу жіночу роль другого плану.
2010 року зіграла свою першу комедійну роль в романтичній комедії «Пастка для нареченої». 2011 року втілила Сіру Леді у фінальній частині поттеріани «Гаррі Поттер і Смертельні реліквії: Частина 2». 2012 року озвучила Меріду, головну героїню мультфільму «Відважна», а також зіграла Доллі у фільмі «Анна Кареніна».
З 2010 по 2014 рік грала у серіалі HBO «Підпільна імперія» дружину злочинного боса Накі Томпсона (Стів Бушемі). 2011 року разом з усім акторським складом серіалу отримала премію Гільдії кіноакторів США за найкращий акторський склад в драматичному серіалі. 2016 року виконала головну роль в епізоді «Ворог народу» в антології «Чорне дзеркало». Після цього втілила Діану в короткій ролі фільму «Т2 Трейнспоттінг», сиквелу «На голці».

## Особисте життя
Макдональд народилась в Глазго, а в 5 років разом з родиною переїхала до Абердіна.
2003 року одружилася з Даггі Пейном, гітаристом гурту Travis. Народила двох дітей. Поживши у Лондоні та Нью-Йорку, пара переїхала до рідного Глазго у 2014 році. 2017 року розлучилася.

## Фільмографія
| Рік       |    | Українська назва                              | Оригінальна назва                             | Роль                 |
| --------- | -- | --------------------------------------------- | --------------------------------------------- | -------------------- |
| 1996      | ф  | На голці                                      | Trainspotting                                 | Діана Коулстон       |
| 1996      | ф  | Стелла показує фокуси                         | Stella Does Tricks                            | Стелла Магквайр      |
| 1996      | тф | Квіти лісу                                    | Flowers of the Forest                         | Емі Огілві           |
| 1998      | ф  | Кузина Бетта                                  | Cousin Bette                                  | Гортензія            |
| 1998      | ф  | Єлизавета                                     | Elizabeth                                     | Ізабель Нолліс       |
| 1999      | ф  | Розкішне життя                                | Splendor                                      | Майк                 |
| 1999      | ф  | Втрата сексуальної незайманості               | The Loss of Sexual Innocence                  | С'юзан               |
| 1999      | ф  | Моє веселе життя                              | My Life So Far                                | Елспет Петтігрю      |
| 2000      | ф  | Будинок на дві сім'ї                          | Two Family House                              | Мері О'Нірі          |
| 2000      | ф  | Голоси                                        | Some Voices                                   | Лора                 |
| 2001      | ф  | Строго Сінатра                                | Strictly Sinatra                              | Ірен                 |
| 2001      | ф  | Госфорд-парк                                  | Gosford Park                                  | Мері Макікран        |
| 2003      | ф  | Розрив                                        | Intermission                                  | Дірдре               |
| 2003      | тф | Зіткнення з долею                             | Brush with Fate                               | Алетта Пітерс        |
| 2003      | с  | Велика гра                                    | State of Play                                 | Делла Сміт           |
| 2004      | ф  | Чарівна країна                                | Finding Neverland                             | Пітер Пен            |
| 2005      | ф  | Автостопом по галактиці                       | The Hitchhiker's Guide to the Galaxy          | Журналіст Джин Дженз |
| 2005      | ф  | Невидимі діти                                 | All the Invisible Children                    | Дружина Джонатана    |
| 2005      | ф  | Моя жахлива няня                              | Nanny McPhee                                  | Еванджелін           |
| 2005      | ф  | Лассі                                         | Lassie                                        | Джині                |
| 2005      | ф  | Трістрам Шенді: історія півника і бичка       | A Cock and Bull Story                         | Джені                |
| 2005      | тф | Дівчина в кав'ярні                            | The Girl in the Café                          | Джина                |
| 2007      | ф  | Старим тут не місце                           | No Country for Old Men                        | Карла Джин Мосс      |
| 2008      | ф  | Веселий джентльмен                            | The Merry Gentleman                           | Кейт Фрейзір         |
| 2008      | ф  | Задуха                                        | Choke                                         | Пейдж Маршалл        |
| 2009      | ф  | В електричному тумані                         | In the Electric Mist                          | Келлі Драммонд       |
| 2009      | тф | Скелліґ                                       | Skellig                                       | Луїза                |
| 2010—2014 | с  | Підпільна імперія                             | Boardwalk Empire                              | Маргарет Томпсон     |
| 2011      | ф  | Пастка для нареченої                          | The Decoy Bride                               | Кейті Нік Аод        |
| 2011      | ф  | Гаррі Поттер і Смертельні реліквії: Частина 2 | Harry Potter and the Deathly Hallows – Part 2 | Сіра Леді            |
| 2012      | мф | Відважна                                      | Brave                                         | Принцеса Меріда      |
| 2012      | вг | Brave                                         | Brave                                         | Принцеса Меріда      |
| 2012      | ф  | Анна Кареніна                                 | Anna Karenina                                 | Доллі Облонська      |
| 2016      | ф  | Спеціальні кореспонденти                      | Special Correspondents                        | Клер Маддокс         |
| 2016      | ф  | Ластівки та амазонки                          | Swallows and Amazons                          | Місіс Вокер          |
| 2016      | ф  | Подорож — призначення                         | The Journey Is the Destination                | Дафф                 |
| 2016      | с  | Чорне дзеркало                                | Black Mirror                                  | Карін Парк           |
| 2017      | ф  | Т2 Трейнспоттінг                              | T2 Trainspotting                              | Діана Коулстон       |
| 2017      | ф  | Прощавай, Крістофер Робін                     | Goodbye Christopher Robin                     | Олів Ранд            |
| 2017      | тф | Дитя в часі                                   | The Child in Time                             | Джулі                |
| 2018      | ф  | Пазл                                          | Puzzle                                        | Агнес                |
| 2018      | ф  | Ральф-руйнівник 2: Інтернетрі                 | Ralph Breaks the Internet                     | Принцеса Меріда      |
| 2018      | ф  | Голмс та Ватсон                               | Holmes & Watson                               | Місіс Гадсон         |
| 2019      | ф  | Брудна музика                                 | Dirt Music                                    | Джорджі Джатленд     |
| 2019      | с  | Обов'язок/Ганьба                              | Giri/Haji                                     | Сара Вайтцманн       |
| 2020      | с  | Шукачі правди                                 | Truth Seekers                                 | Jojo 74              |
| 2021      | с  | За службовими обов'язками                     | Line of Duty                                  | Джоанн Девідсон      |
| 2021      | ф  | Операція «М'ясний фарш»                       | Operation Mincemeat                           | Джин Леслі           |
| 2024      | с  | Зоряні війни: Кістяк команди                  | Star Wars: Skeleton Crew                      | Поккіт               |

## Нагороди та номінації
| Рік  | Номінована робота          | Премія                                  | Категорія                                                          | Результат |
| ---- | -------------------------- | --------------------------------------- | ------------------------------------------------------------------ | --------- |
| 1997 | На голці                   | БАФТА Шотландія                         | Найкраща кіноакторка                                               | Номінація |
| 2000 | Будинок на дві сім'ї       | Незалежний дух                          | Найкраща жіноча роль                                               | Номінація |
| 2002 | Госфорд-парк               | Товариство онлайн кінокритиків          | Найкращий акторський склад                                         | Перемога  |
| 2002 | Госфорд-парк               | Фінікське товариство кінокритиків       | Найкращий акторський склад                                         | Номінація |
| 2002 | Госфорд-парк               | Супутник                                | Найкращий акторський склад                                         | Перемога  |
| 2002 | Госфорд-парк               | Премія Гільдії кіноакторів              | Найкращий акторський склад в ігровому кіно                         | Перемога  |
| 2002 | Госфорд-парк               | Кінопремія «Вибір критиків»             | Найкращий акторський ансамбль                                      | Номінація |
| 2002 | Госфорд-парк               | Товариство кінокритиків Флориди         | Найкращий акторський склад                                         | Перемога  |
| 2003 | Госфорд-парк               | Імперія                                 | Найкраща британська акторка                                        | Номінація |
| 2006 | Дівчина в кав'ярні         | Прайм-тайм премія «Еммі»                | Найкраща акторка другого плану у мінісеріалі або фільмі            | Перемога  |
| 2006 | Дівчина в кав'ярні         | Золотий глобус                          | Найкраща акторка мінісеріалу або телефільму                        | Номінація |
| 2008 | Задуха                     | Кінофестиваль «Санденс»                 | Найкращий драматичний акторський склад                             | Перемога  |
| 2008 | Старим тут не місце        | Товариство онлайн кінокритиків          | Найкраща акторка другого плану                                     | Номінація |
| 2008 | Старим тут не місце        | Премія БАФТА у кіно                     | Найкращу жіноча роль другого плану                                 | Номінація |
| 2008 | Старим тут не місце        | Премія Лондонського гуртка кінокритиків | Акторка другого плану року                                         | Перемога  |
| 2008 | Старим тут не місце        | Премія Гільдії кіноакторів              | Найкращий акторський склад в ігровому кіно                         | Перемога  |
| 2011 | Підпільна імперія          | Золотий глобус                          | Найкраща акторка другого плану серіалу, мінісеріалу або телефільму | Номінація |
| 2011 | Підпільна імперія          | Премія Гільдії кіноакторів              | Найкращий акторський склад в драматичному серіалі                  | Перемога  |
| 2011 | Підпільна імперія          | Вибір телевізійних критиків             | Найкраща акторка другого плану в драматичному серіалі              | Номінація |
| 2011 | Підпільна імперія          | Прайм-тайм премія «Еммі»                | Найкраща акторка другого плану в драматичному серіалі              | Номінація |
| 2012 | Підпільна імперія          | Золотий глобус                          | Найкраща акторка другого плану серіалу, мінісеріалу або телефільму | Номінація |
| 2012 | Підпільна імперія          | Премія Гільдії кіноакторів              | Найкращий акторський склад в драматичному серіалі                  | Перемога  |
| 2012 | Підпільна імперія          | Вибір телевізійних критиків             | Найкраща акторка другого плану в драматичному серіалі              | Номінація |
| 2012 | Відважна                   | Енні                                    | Найкращий голос у фільмі спільного виробництва                     | Номінація |
| 2017 | Прощавай, Крістофере Робін | Премія британського незалежного кіно    | Найкраща акторка другого плану                                     | Номінація |